# 东城镇 (木垒县)
东城镇，是中华人民共和国新疆维吾尔自治区昌吉回族自治州木垒哈萨克自治县下辖的一个乡镇级行政单位。

## 行政区划
东城镇下辖以下地区：
沈家沟村、四道沟村、东城口村、孙家沟村、鸡心梁村、东城村和黑山头村。